# Persone di nome Jens
| Questa pagina contiene informazioni ricavate automaticamente dalle voci biografiche con l'ausilio del template Bio e di un bot. L'aggiornamento è periodico e automatico e ricostruisce completamente la pagina. Se manca una persona in questa lista, sei pregato di non aggiungerla, ma accertati piuttosto che la sua voce biografica contenga il template Bio e che i dati anagrafici siano correttamente compilati. Se il template Bio manca, inseriscilo tu stesso o, in alternativa, metti l'avviso {{tmp\|Bio}} che ne segnala la mancanza. Se i dati riportati sono sbagliati, correggi direttamente la voce biografica; le modifiche saranno visibili in questa lista entro pochi giorni. Per chiarimenti vedi il progetto antroponimi. La lista contiene solo le 142 persone che sono citate nell'enciclopedia e per le quali è stato implementato correttamente il template Bio. Pagina aggiornata al 6 mag 2025. |

Questa è una lista di persone presenti nell'enciclopedia che hanno il nome Jens, suddivise per attività principale.

## Allenatori di calcio(11)
- Jens Adler, allenatore di calcio e ex calciatore tedesco orientale (Halle, n. 1965)
- Jens Berthel Askou, allenatore di calcio e ex calciatore danese (Videbæk, n. 1982)
- Jens Gustafsson, allenatore di calcio e ex calciatore svedese (Helsingborg, n. 1978)
- Jens Härtel, allenatore di calcio e ex calciatore tedesco (Rochlitz, n. 1969)
- Jens Keller, allenatore di calcio e ex calciatore tedesco (Stoccarda, n. 1970)
- Jens Melzig, allenatore di calcio e ex calciatore tedesco (Cottbus, n. 1965)
- Jens Nowotny, allenatore di calcio e ex calciatore tedesco (Malsch, n. 1974)
- Jens Petersen, allenatore di calcio e calciatore danese (Esbjerg, n. 1941 - Esbjerg, † 2012)
- Jens Erik Rasmussen, allenatore di calcio e ex calciatore faroese (Miðvágur, n. 1968)
- Jens Martin Støten, allenatore di calcio norvegese (n. 1958)
- Jens Tang Olesen, allenatore di calcio danese (n. 1947)

## Architetti(1)
- Jens Jensen, architetto danese (Dybbøl, n. 1860 - Ellison Bay, † 1951)

## Arcivescovi cattolici(1)
- Jens Grand, arcivescovo cattolico danese (Avignone, † 1327)

## Artisti marziali misti(1)
- Jens Pulver, artista marziale misto statunitense (Sunnyside, n. 1974)

## Astronomi(1)
- Jens Kandler, astronomo tedesco (n. 1973)

## Attori(6)
- Jens Albinus, attore e regista danese (Bogense, n. 1965)
- Jens Harzer, attore tedesco (Wiesbaden, n. 1972)
- Jens Hultén, attore svedese (Stoccolma, n. 1963)
- Jens Peter Nünemann, attore tedesco (Braunschweig, n. 1969)
- Jens Sjögren, attore, regista e conduttore televisivo svedese (Sävsjö, n. 1976)
- Jens Jacob Tychsen, attore, doppiatore e direttore del doppiaggio danese (Aarhus, n. 1975)

## Autori di videogiochi(1)
- Jens Bergensten, autore di videogiochi svedese (Örebro, n. 1979)

## Aviatori(1)
- Tryggve Gran, aviatore, esploratore e scrittore norvegese (Bergen, n. 1888 - Grimstad, † 1980)

## Avvocati(1)
- Jens Lapidus, avvocato e scrittore svedese (Stoccolma, n. 1974)

## Biatleti(1)
- Jens Steinigen, ex biatleta tedesco (Dippoldiswalde, n. 1966)

## Bobbisti(1)
- Jens Nohka, bobbista tedesco (Francoforte sull'Oder, n. 1976)

## Botanici(2)
- Jens Wilken Hornemann, botanico e medico danese (Marstal, n. 1770 - Copenaghen, † 1841)
- Jens Lind, botanico e micologo danese (Nykøbing Mors, n. 1874 - Viborg, † 1939)

## Calciatori(38)
- Niclas Alexandersson, ex calciatore svedese (Halmstad, n. 1971)
- Sebastian Rasmussen, calciatore danese (Aarhus, n. 2002)
- Jens Jørn Bertelsen, ex calciatore danese (Guldager, n. 1952)
- Jens Castrop, calciatore tedesco (Düsseldorf, n. 2003)
- Jens Cools, calciatore belga (Westerlo, n. 1990)
- Axel Dyrberg, calciatore danese (Copenaghen, n. 1889 - Copenaghen, † 1971)
- Jens Martin Gammelby, calciatore danese (Ikast, n. 1995)
- Jens Grahl, calciatore tedesco (Stoccarda, n. 1988)
- Christer Gustafsson, ex calciatore svedese (Stoccolma, n. 1987)
- Jens Jørgen Hansen, calciatore danese (Struer, n. 1939 - Struer, † 2022)
- Jens Kristian Hansen, ex calciatore faroese (n. 1971)
- Jens Petter Hauge, calciatore norvegese (Bodø, n. 1999)
- Jens Hegeler, ex calciatore tedesco (Colonia, n. 1988)
- Jens Hofer, calciatore svizzero (Bienne, n. 1997)
- Jens Janse, ex calciatore olandese (Venlo, n. 1986)
- Jens Jensen, calciatore danese (Veksø, n. 1890 - Copenaghen, † 1957)
- Jens Jønsson, calciatore danese (Aarhus, n. 1993)
- Jens Martin Knudsen, ex calciatore faroese (Saltangará, n. 1967)
- Jens Langeneke, ex calciatore tedesco (Lippstadt, n. 1977)
- Jens Mathijsen, calciatore olandese (n. 2007)
- David Moberg Karlsson, calciatore svedese (Mariestad, n. 1994)
- Jens Naessens, calciatore belga (Deinze, n. 1991)
- Jens Odgaard, calciatore danese (Hillerød, n. 1999)
- Jens Podevijn, ex calciatore belga (n. 1989)
- Jens Portin, ex calciatore finlandese (Jakobstad, n. 1984)
- Jens Risager, ex calciatore danese (Herning, n. 1971)
- Jens Schmidt, ex calciatore tedesco orientale (Karl-Marx-Stadt, n. 1963)
- Jens Stage, calciatore danese (Aarhus, n. 1996)
- Jens Jurn Streutker, calciatore olandese (Hoogeveen, n. 1993)
- Jens Stryger Larsen, calciatore danese (Sakskøbing, n. 1991)
- Jens Jakob Thomasen, calciatore danese (Sanderum, n. 1996)
- Jens Todt, ex calciatore tedesco (Hameln, n. 1970)
- Jens Toornstra, calciatore olandese (Alphen aan den Rijn, n. 1989)
- Jens Egil Vikanes, calciatore norvegese (Haugesund, n. 1958 - Haugesund, † 2017)
- Jens Wahl, ex calciatore tedesco orientale (n. 1966)
- Patrik Wålemark, calciatore svedese (Göteborg, n. 2001)
- Jens Wemmer, ex calciatore tedesco (Aurich, n. 1985)
- Jens van Son, ex calciatore olandese (Valkenswaard, n. 1987)

## Cantanti(3)
- Jens Kidman, cantante e musicista svedese (Umeå, n. 1966)
- Ulrik Munther, cantante svedese (Kungsbacka, n. 1994)
- Chords, cantante e rapper svedese (Helsingborg, n. 1978)

## Cantautori(1)
- Jens Lekman, cantautore e musicista svedese (Angered, n. 1981)

## Cestisti(2)
- Jens Hakanowitz, ex cestista danese (n. 1980)
- Jens Kujawa, ex cestista tedesco (Braunschweig, n. 1965)

## Chitarristi(1)
- Jens Ludwig, chitarrista tedesco (Fulda, n. 1977)

## Ciclisti su strada(4)
- Jens Debusschere, ex ciclista su strada belga (Roeselare, n. 1989)
- Jens Keukeleire, ex ciclista su strada belga (Bruges, n. 1988)
- Jens Reynders, ciclista su strada belga (Tongeren, n. 1998)
- Jens Voigt, ex ciclista su strada tedesco (Grevesmühlen, n. 1971)

## Combinatisti nordici(2)
- Jens Gaiser, ex combinatista nordico tedesco (Freudenstadt, n. 1978)
- Jens Lurås Oftebro, combinatista nordico norvegese (Bærum, n. 2000)

## Coreografi(1)
- Jens Keith, coreografo e attore tedesco (Stralsund, n. 1898 - Berlino Ovest, † 1958)

## Criminali(1)
- Jens Söring, criminale tedesco (Bangkok, n. 1966)

## Dirigenti sportivi(3)
- Jens Heppner, dirigente sportivo e ex ciclista su strada tedesco (Gera, n. 1964)
- Jens Lehmann, dirigente sportivo e ex calciatore tedesco (Essen, n. 1969)
- Jens Zemke, dirigente sportivo e ex ciclista su strada tedesco (Wiesbaden, n. 1966)

## Economisti(2)
- Jens Stoltenberg, economista e politico norvegese (Oslo, n. 1959)
- Jens Weidmann, economista tedesco (Solingen, n. 1968)

## Filosofi(1)
- Jens Halfwassen, filosofo tedesco (Bergisch Gladbach, n. 1958 - Heidelberg, † 2020)

## Fondisti(3)
- Jens Burman, fondista svedese (n. 1994)
- Jens Filbrich, ex fondista tedesco (Suhl, n. 1979)
- Jens Arne Svartedal, ex fondista norvegese (n. 1976)

## Ginnasti(4)
- Jens Kristian Jensen, ginnasta danese (Pedersborg, n. 1885 - Vordingborg, † 1956)
- Jens Kirkegaard, ginnasta danese (Lindum, n. 1889 - Randers, † 1966)
- Jens Lambæk, ginnasta danese (n. 1899 - † 1985)
- Olaf Pedersen, ginnasta danese (Stubberup, n. 1884 - Stubberup, † 1972)

## Giocatori di badminton(1)
- Jens Eriksen, ex giocatore di badminton danese (Copenaghen, n. 1969)

## Inventori(1)
- Ægidius Elling, inventore, ingegnere e progettista norvegese (Oslo, n. 1861 - † 1949)

## Mezzofondisti(1)
- Andreas Kramer, mezzofondista svedese (n. 1997)

## Musicisti(1)
- Bugge Wesseltoft, musicista, pianista e compositore norvegese (Porsgrunn, n. 1964)

## Musicologi(1)
- Jens Peter Larsen, musicologo e organista danese (Frederiksberg, n. 1902 - Copenaghen, † 1988)

## Navigatori(1)
- Jens Munk, navigatore e esploratore danese (Arendal, n. 1579 - Copenaghen, † 1628)

## Nuotatori(1)
- Jens Kruppa, nuotatore tedesco (Freital, n. 1976)

## Opinionisti(1)
- Jens Fjellström, opinionista e ex calciatore svedese (Umeå, n. 1966)

## Pattinatori di short track(1)
- Jens van 't Wout, pattinatore di short track olandese (Laren, n. 2001)

## Pattinatori di velocità su ghiaccio(1)
- Jens Boden, ex pattinatore di velocità su ghiaccio tedesco (Dresda, n. 1978)

## Pistard(3)
- Jens Fiedler, ex pistard tedesco (Dohna, n. 1970)
- Jens Mouris, ex pistard e ciclista su strada olandese (Ouderkerk aan de Amstel, n. 1980)
- Jens Veggerby, ex pistard e ciclista su strada danese (Copenaghen, n. 1962)

## Pittori(4)
- Jens Birkemose, pittore danese (Copenaghen, n. 1943 - Parigi, † 2022)
- Jens Juel, pittore danese (Falster, n. 1745 - Copenaghen, † 1802)
- Jens Jørgen Thorsen, pittore, regista e musicista danese (Holstebro, n. 1932 - † 2000)
- Jens Ferdinand Willumsen, pittore danese (Copenaghen, n. 1863 - Cannes, † 1958)

## Poeti(2)
- Jens Baggesen, poeta danese (Korsør, n. 1764 - Amburgo, † 1826)
- Jens Fink-Jensen, poeta, scrittore e fotografo danese (Copenaghen, n. 1956)

## Politici(9)
- Jens Böhrnsen, politico tedesco (Brema, n. 1949)
- Jens Bratlie, politico e generale norvegese (Nordre Land, n. 1856 - Oslo, † 1939)
- J. C. Christensen, politico danese (Påbøl, n. 1856 - Ringkøbing, † 1930)
- Jens Hundseid, politico norvegese (Vikedal, n. 1883 - Oslo, † 1965)
- Jens Otto Krag, politico danese (Randers, n. 1914 - Skiveren, † 1978)
- Jens Lehmann, politico, ex pistard e ciclista su strada tedesco (Stolberg, n. 1967)
- Jens Nilsson, politico svedese (Västervik, n. 1948 - Bruxelles, † 2018)
- Jens Seipenbusch, politico e fisico tedesco (Wuppertal, n. 1968)
- Jens Spahn, politico tedesco (Ahaus, n. 1980)

## Procuratori sportivi(1)
- Jens Jeremies, procuratore sportivo e ex calciatore tedesco (Görlitz, n. 1974)

## Pugili(1)
- Ingemar Johansson, pugile svedese (Göteborg, n. 1932 - Kungsbacka, † 2009)

## Registi(1)
- Jens Lien, regista norvegese (n. 1967)

## Saltatori con gli sci(1)
- Jens Weißflog, ex saltatore con gli sci tedesco (Breitenbrunn, n. 1964)

## Schermidori(2)
- Jens Peter Berthelsen, schermidore danese (Hillerød, n. 1854 - Copenaghen, † 1934)
- Jens Howe, ex schermidore tedesco (Oschatz, n. 1961)

## Sciatori alpini(1)
- Jens Byggmark, ex sciatore alpino svedese (Örebro, n. 1985)

## Sciatori nordici(1)
- Jens Deimel, ex sciatore nordico tedesco (Winterberg, n. 1972)

## Scrittori(3)
- Jens Bjørneboe, scrittore, poeta e drammaturgo norvegese (Kristiansand, n. 1920 - Nøtterøy, † 1976)
- Jens Peter Jacobsen, scrittore danese (Thisted, n. 1847 - Thisted, † 1885)
- Jens August Schade, scrittore danese (Skive, n. 1903 - Copenaghen, † 1978)

## Scultori(1)
- Jens Adolf Jerichau, scultore danese (Assens, n. 1816 - Neder Draaby, † 1883)

## Slittinisti(1)
- Jens Müller, ex slittinista tedesco (Torgau, n. 1965)

## Sollevatori(1)
- Jens Jørn Mortensen, sollevatore danese (Skanderborg, n. 1927 - Aarhus, † 2023)

## Storici(2)
- Lauritz Opstad, storico norvegese (Tune, n. 1917 - Oslo, † 2003)
- Jens Petersen, storico tedesco (Rendsburg, n. 1934)

## Tastieristi(1)
- Jens Johansson, tastierista svedese (Stoccolma, n. 1963)

## Tennisti(1)
- Jens Knippschild, ex tennista tedesco (Bad Arolsen, n. 1975)

## Teologi(1)
- Jens Nilssøn, teologo e vescovo luterano norvegese (Oslo, n. 1538 - † 1600)

## Velocisti(1)
- Jens Carlowitz, ex velocista tedesco (Karl-Marx-Stadt, n. 1964)